# La dàlia negra
La dàlia negra (títol original en anglès: The Black Dahlia) és una pel·lícula estatunidenco-germano-francesa de Brian De Palma, estrenada el 2006 als Estats Units. Es tracta d'una adaptació de la novel·la La dàlia negra de James Ellroy, inspirat en el tema de la Dàlia Negra. Ha estat doblada al català.

## Argument
La pel·lícula segueix dos detectius a Los Angeles dels anys 1940, en la seva investigació sobre l'homicidi d'Elizabeth Ann Short, coneguda amb el nom de «La dàlia negra».

## Repartiment

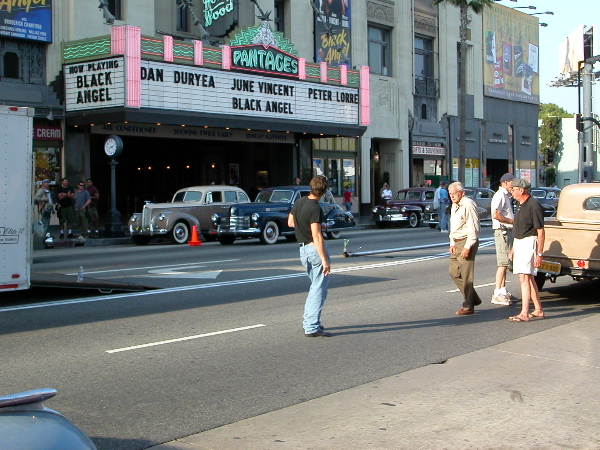
Rodatge a Hollywood Boulevard, juny 2005

- Josh Hartnett: Dwight "Bucky" Bleichert
- Scarlett Johansson: Kay Lake
- Aaron Eckhart: Lee Blanchard
- Hilary Swank: Madeleine Linscott
- Mia Kirshner: Elizabeth Short
- Mike Starr: Inspector Russ Millard
- Fiona Shaw: Ramona Linscott
- Patrick Fischler: Procurador Ellis Loew
- James Otis: Dolph Bleichert
- John Kavanagh: Emmett Linscott
- Troy Evans: Cap Ted Green
- Anthony Russell: Morrie Friedman
- Pepe Serna: Tomas Dos Santos
- Angus MacInnis: Capità John Tierney
- Rachel Miner: Martha Linscott
- Victor McGuire: Sergent Bill Koenig
- Gregg Henry: Pete Lukins
- Jemima Rooper: Lorna Mertz
- Rose McGowan: Sheryl Saddon
- Graham Morris: Policia
- Mike O'Connell: un patruller
- Michael Flannigan: un oficial
- John Solari: Baxter Fitch
- Stephanie L. Moore: la promesa de Baxter Fitch
- Ian McNeice: Coronel
- Claudia Katz: gerent del bar Frolic

 (No surt als crèdits)
- Brian De Palma:[5] director dels assajos d'Elizabeth Short
- k.d. lang:[5] la cantant en el bar lesbic (No surt als crèdits)

## Rodatge
Llocs de rodatge
- Estats Units
  - Los Angeles
    - Ajuntament de Downtown Los Angeles
    - Echo Park
    - Hollywood: Hollywood Sign, Pantages Theatre
    - MacArthur Park
- Bulgària:
  - Sofia i New Boyana Film Studios

## Rebuda
"De Palma pot ser un director d'enlluernadora bogeria creativa, però hi ha poca bogeria en aquesta pel·lícula sòbria i matussera. Amb l'única excepció d'Hilary Swank (...) la resta de protagonistes són desastrosos. "

## Al voltant de la pel·lícula
- Al començament de la pel·lícula, els personatges principals veuen en el cinema The Man Who Laugh - versió de 1928 de Paul Leni -, espectacle on interpretarà un paper més tard en la història (és un exemple de pel·lícula contenint una pel·lícula).
- Mia Kirshner i Jemima Rooper es retroben en un duo lesbic tòrrid filmat en blanc i negre.
- Presentat al festival de Venècia, la pel·lícula ha estat criticada en la seva estrena, tant als Estats Units com a França, a excepció de certs títols fidels a De Palma (Cahiers du cinéma, Versus, Les Inrockuptibles, Chronic'art, ...).

## Premis i nominacions

### Nominacions
- 2006.	Lleó d'Or
- 2007. Oscar a la millor fotografia per Vilmos Zsigmond